# Santiano
Santiano er et tysk folkemusikband fra Slesvig-Holsten, hvis sange kombinerer rock, irsk folkemusik, sømandsviser og slager. Navnet Santiano er taget fra Hugues Aufrays sang af samme navn. De har nået førstepladsen af de tyske albumhitlister flere gange i 2010'erne, og har også fået placeringer i Østrig og Schweiz.
I 2014 deltog gruppen i Unser Song für Dänemark, den nationale udvælgelse til Eurovision Song Contest 2014 med sangen "Wir werden niemals untergehen" (oversat til "Fiddler on the Deck" på engelsk) . De røg ud i anden runde af finalen.

## Diskografi

### Albums
| År   | Titel                                                       | Højeste hitlisteplacering | Højeste hitlisteplacering | Højeste hitlisteplacering |
| År   | Titel                                                       | GER                       | AUT                       | SWI                       |
| ---- | ----------------------------------------------------------- | ------------------------- | ------------------------- | ------------------------- |
| 2012 | Bis ans Ende der Welt                                       | 1                         | 15                        | 25                        |
| 2013 | Mit den Gezeiten                                            | 1                         | 31                        | 21                        |
| 2015 | Von Liebe, Tod und Freiheit                                 | 1                         | 9                         | 2                         |
| 2017 | Im Auge des Sturms                                          | 1                         | 5                         | 5                         |
| 2019 | MTV Unplugged                                               | 1                         | 19                        | 55                        |
| 2021 | Wenn die Kälte kommt                                        | 1                         | 4                         | 1                         |
| 2022 | Die Sehnsucht ist mein Steuermann – Das Beste aus 10 Jahren | 1                         | 10                        | 5                         |
| 2023 | Doggerland                                                  | 1                         | 3                         | 3                         |

### EP'er
- 2021: Sea Shanties – Wellerman[5]

### Music videos
- 2012: "Frei wie der Wind"
- 2013: "Gott muss ein Seemann sein"
- 2015: "Lieder der Freiheit"
- 2015: "Weh mir"
- 2017: "Könnt ihr mich hören"
- 2017: "Ich bring dich heim"
- 2018: "Mädchen von Haithabu"
- 2021: "Wellerman"
- 2021: "Wenn die Kälte kommt"
- 2021: "Was du liebst"
- 2021: "Wer kann segeln ohne Wind"
- 2022: "Santiano" (ft. Nathan Evans)
- 2022: "Durch jeden Sturm"
- 2023: "Es klingt nach Freiheit"